# Phlogophilus harterti
A cauda-variegada-peruano ou colibri-de-pontas-brancas-peruano (Phlogophilus harterti) é uma espécie de ave da família Trochilidae (beija-flores).
Apenas pode ser encontrada no seguinte país: Peru.
Os seus habitats naturais são: regiões subtropicais ou tropicais húmidas de alta altitude.
Está ameaçada por perda de habitat.